# Галстян, Бениамин Оганесович
Бениами́н (Вениами́н) Огане́сович Галстя́н (арм. Բենիամին Գալստյան; 1902—1942) — советский военный деятель, политработник, участник Великой Отечественной войны, генерал-майор.

## Биография
Родился 22 февраля (7 марта) 1902 года в селе Члохан Александропольского уезда Эриванской губернии в семье бедного крестьянина. Рано осиротев, вынужден был батрачить у богатых соседей, затем работал подмастерьем в Александрополе. В 1920 году, спасаясь от турецкой оккупации, бежал в Грузию, где устроился на работу на одном из тифлисских заводов, где проникся идеями большевизма. Когда в феврале 1921 года в Тифлис вступила 11-я армия красных, Галстян добровольно вступил в её ряды, но вскоре был демобилизован из армии по причине несовершеннолетия.

### Служба в РККА
В 1923 году вновь вступил в ряды РККА. В 1924 году имеющий боевой опыт красноармеец стал членом РКП(б). Последовательно окончил полковую школу, Эриванскую объединённую военно-пехотную школу имени А. Ф. Мясникяна, в 1931 году — военно-политическую школу Закавказского военного округа, после чего ему было присвоено звание политрука. Проходил службу в качестве секретаря партийной организации 2-го полка Армянской дивизии.
В 1936 году окончил в Ленинграде Военно-политическую академию имени Н. Г. Толмачёва.
В 1939 году участвовал в освобождении Западной Украины и Западной Белоруссии, в 1939—1940 годах — в Советско-финской войне. 23 декабря 1939 года полковой комиссар Б. О. Галстян был назначен военным комиссаром 70-й стрелковой дивизии в составе 7-й армии, которой в феврале — марте 1940 года пришлось участвовать в прорыве линии Маннергейма и взятии Выборга. За отличные боевые действия дивизия была награждена орденом Ленина, а начальник её политотдела полковой комиссар Б. О. Галстян — орденом Красного Знамени.
С началом Великой Отечественной войны 70-я дивизия воевала в составе 11-й армии на Северном, Северо-Западном, Ленинградском фронтах, участвовала в обороне Новгорода, а затем Ленинграда. Б. О. Галстян занимал в ней должность комиссара дивизии до 21 сентября 1941 года.
Со 2 ноября по 28 декабря 1941 года являлся военным комиссаром 125-й стрелковой дивизии в составе 55-й армии Ленинградского фронта. В конце декабря был тяжело ранен и переправлен в один из ленинградских госпиталей.
22 февраля 1942 года присвоено звание бригадного комиссара.
С 27 февраля по 25 мая 1942 года — снова комиссар 70-й стрелковой дивизии.
С августа по сентябрь 1942 года являлся комиссаром 59-го Особого ударного оперативного соединения «Невское».
С 4 сентября 1942 года — член Военного совета 42-й армии.
В конце 1942 года согласно Указу Президиума Верховного Совета СССР от 9.10.1942 «Об установлении полного единоначалия и упразднении института военных комиссаров в Красной Армии» всех политических работников РККА стали переводить на общевойсковые звания. Соответствующий приказ готовился и на Б. О. Галстяна, но официально он вышел лишь через два дня после его смерти. 6 декабря 1942 года ему было присвоено звание генерал-майор.
Погиб 4 декабря 1942 года в районе деревни Верхнее Койрово на Пулковских высотах. Во время артиллерийского налёта вражеский снаряд разрушил землянку, в которой он находился. Тяжело раненый генерал скончался в ходе эвакуации с передовой. Похоронен на Коммунистической площадке Александро-Невской лавры.
Указом Президиума Верховного Совета СССР от 10 февраля 1943 года за образцовое выполнение боевых заданий Командования на фронте борьбы с немецкими захватчиками и проявленные при этом доблесть и мужество генерал-майор Б. О. Галстян награждён орденом Красного Знамени (посмертно).

## Память
В декабре 1955 года одна из вновь проложенных улиц в районе Московской площади была названа именем Галстяна. В 1977 году эта улица, соединявшая Московский проспект с Кубинской улицей, вошла в состав вновь созданного Ленинского проспекта. Однако имя героя войны на карте города было сохранено: 18 апреля 1977 года улицей Галстяна был назван безымянный проезд в Московском районе близ площади Победы.
Село Члохан, где родился Б. О. Галстян, переименовано в Бениамин.

Памятник Б. Галстяну в родном селе
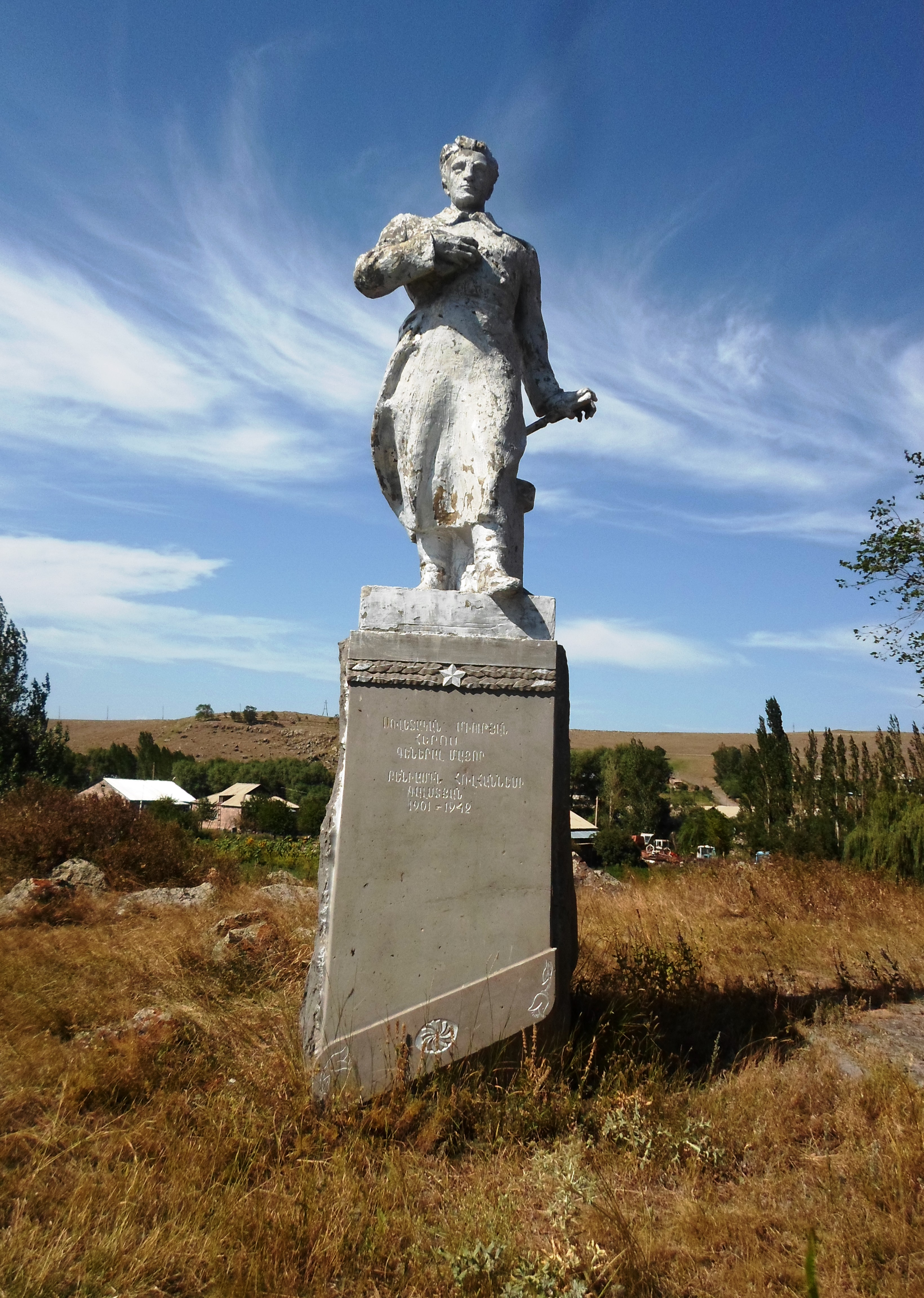
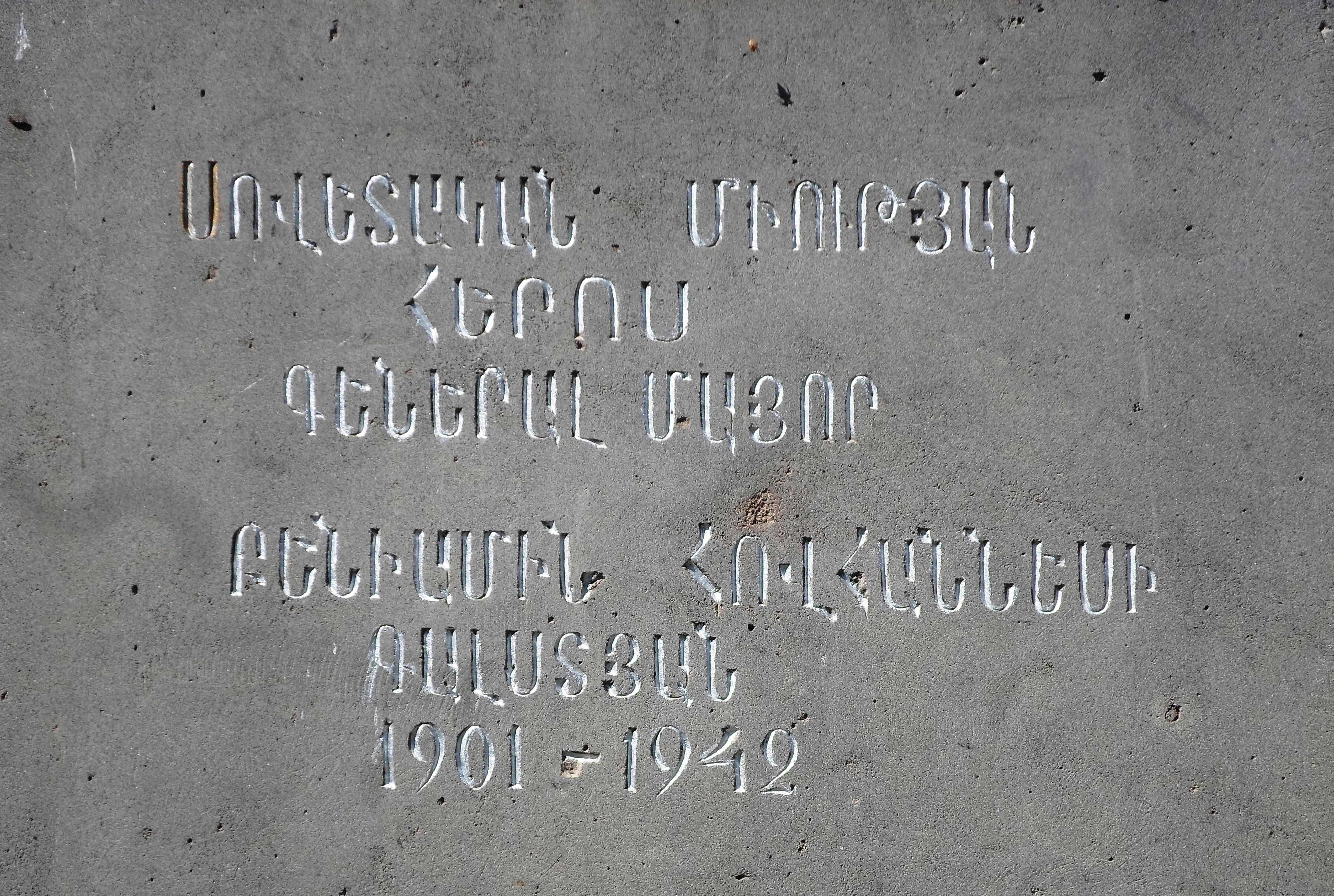
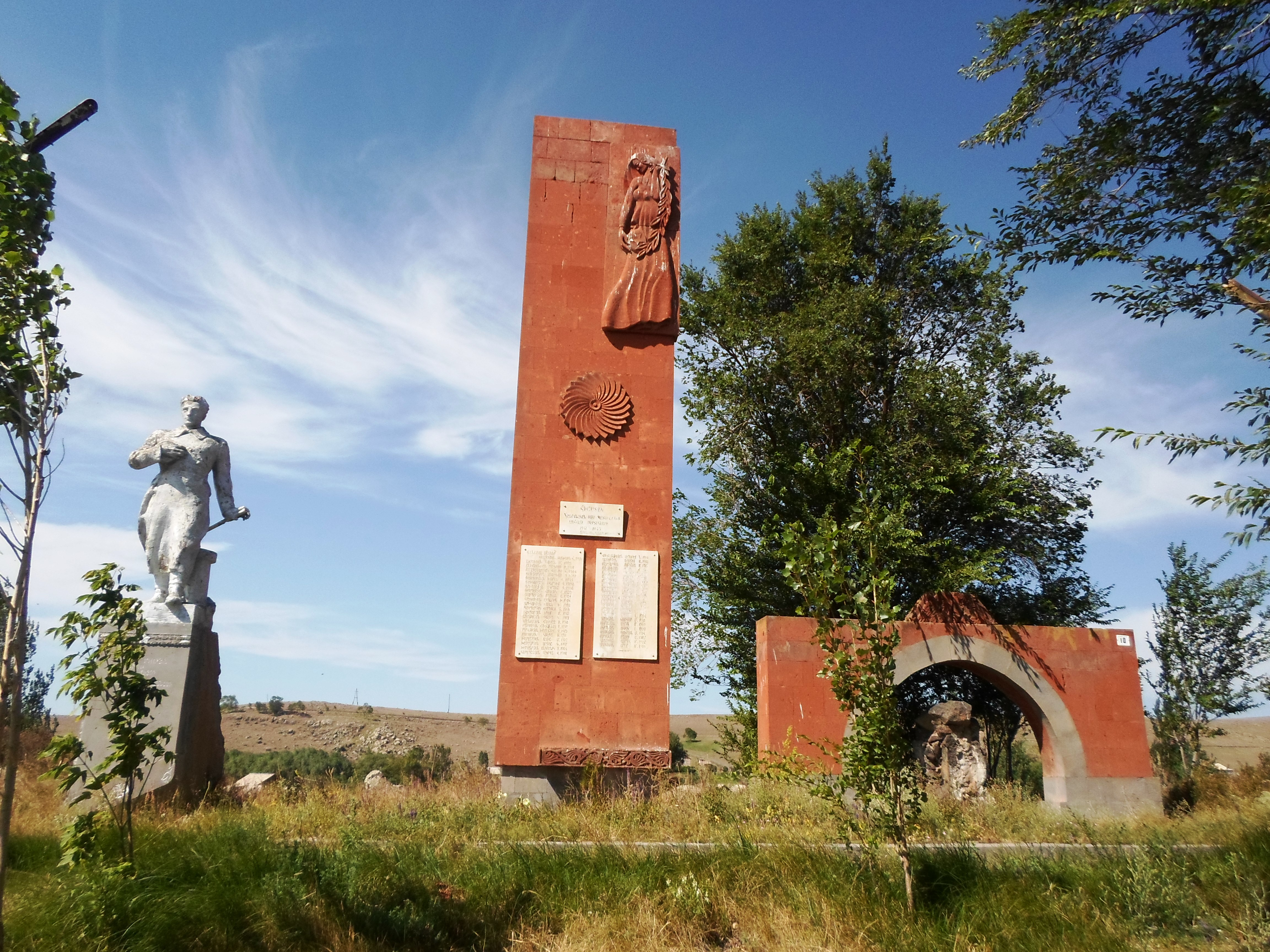
Справа — памятник погибшим в Великой Отечественной войне
Могила Галстяна на Казачьем кладбище Александро-Невской лавры Санкт-Петербурга.

## Семья
Б. О. Галстян был женат на Анагет Меликовне Мовсесян (1907—1977). В их семье было трое детей: Олег Бениаминович Галстян (1926—1983), Этери Бениаминовна Галстян (1931—2005) и Юрий Бениаминович Галстян (1936—2002). Младший сын, став офицером, продолжил военную династию. Жена, старший сын и дочь захоронены вместе с отцом.